# 파나요티스 파라스케보풀로스

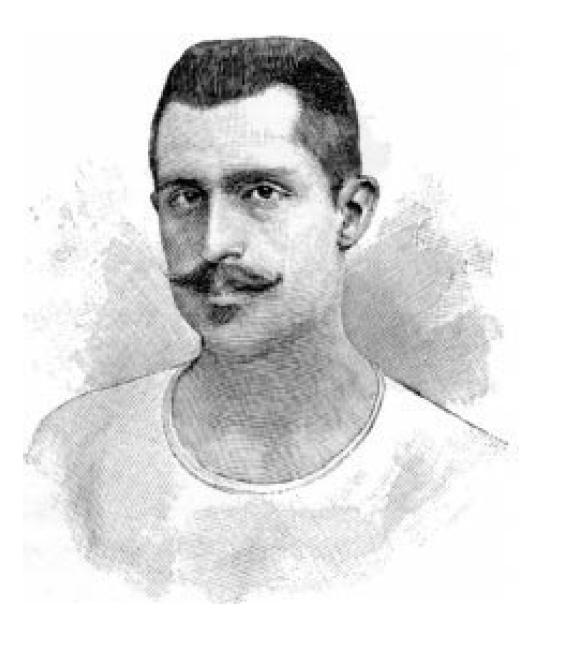

파나요티스 파라스케보풀로스(그리스어: Παναγιώτης Παρασκευόπουλος, 1874년 ~ 1956년 7월 8일)는 그리스의 육상 선수였다. 그는 아테네에서 열린 1896년 하계 올림픽에 참가했다.
그는 고르티니아에서 태어났으며 케르키라섬에서 사망했다.
파라스케보풀로스는 그리스 관중들이 그리스인이 우승할 것이라 믿어 의심치 않았던 원반던지기 종목에 참가했다. 실제로 파라스케보풀로스가 28.95m를 던졌을 때 그가 이긴 것처럼 보였다. 남은 선수는 미국의 로버트 개릿으로 1차와 2차 시도에서는 이 기록에 턱없이 부족한 거리를 날렸다. 그런데 개릿이 마지막 3차 시도를 했을 때 기가막히게 원반이 날아갔으며 29.15m를 기록, 파라스케보풀로스를 2위로 밀어냈다.
파라스케보풀로스는 파리에서 열린 1900년 하계 올림픽에도 참가 했다. 이때는 포환던지기에 참가했으나 5위로 경기를 끝냈으며 원반던지기에서도 4위에 머물렀다.